# Kanak Çayı
Der Kanak Çayı (auch Kanak Suyu) ist der rechte Quellfluss des Delice Çayı in Zentralanatolien.
Der Kanak Çayı entspringt in der türkischen Provinz Yozgat im Bergland von Zentralanatolien. Er fließt anfangs in nördlicher Richtung nach Yukarıyahyasaray. Dort wendet er sich nach Westen. Er durchfließt die Yahyasaray-Talsperre. Später wird er von der Gelingüllü-Talsperre aufgestaut. Der Egryöz Çayı mündet ebenfalls in den Stausee. Der Kanak Çayı fließt anschließend in westsüdwestlicher Richtung. Er vereinigt sich in Şefaatli mit dem Karasu Çayı zum Delice Çayı. Der Kanak Çayı hat eine Länge von ca. 140 km.